# Lijst van rivieren in Dominica

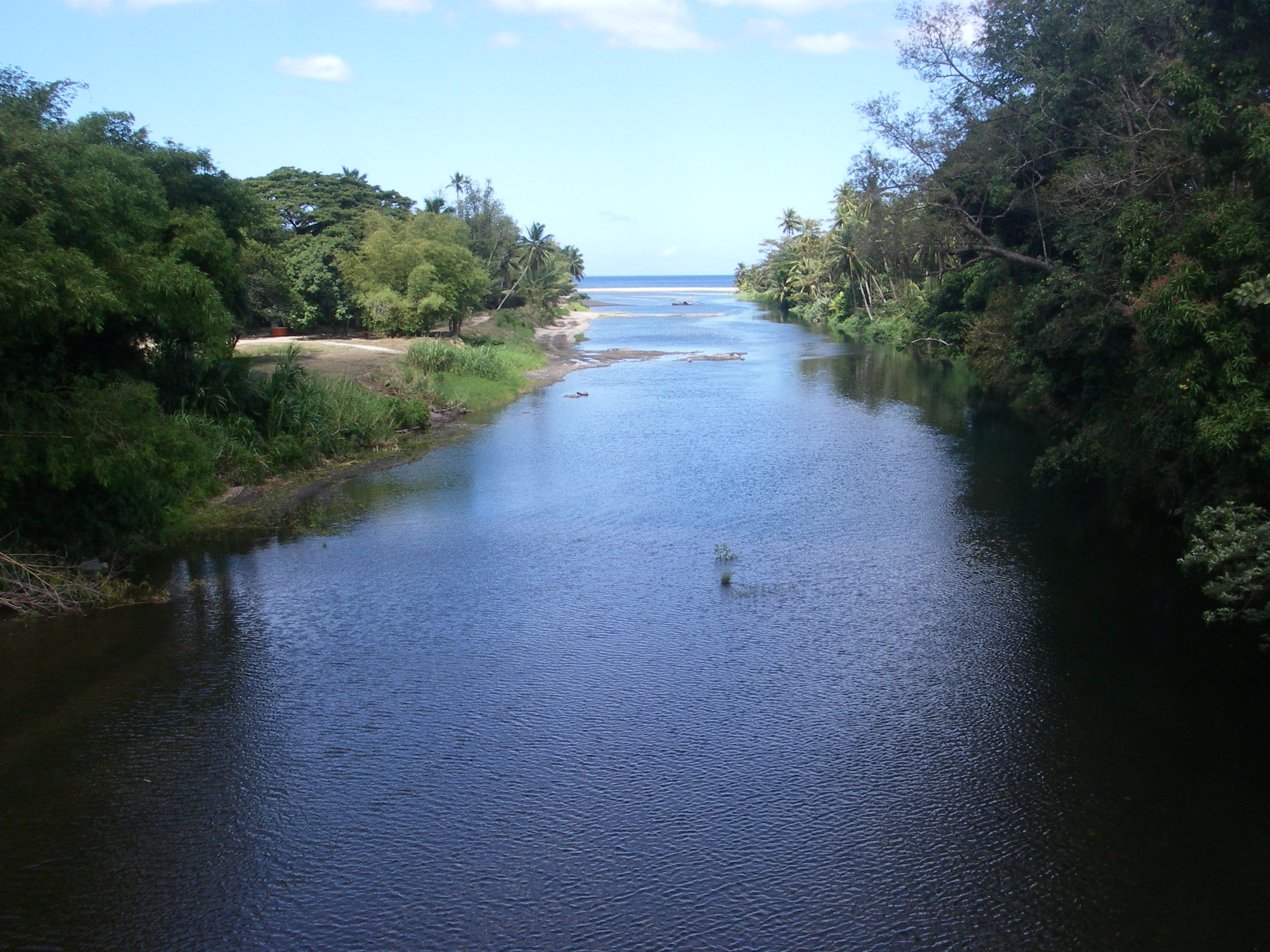
De Layou.

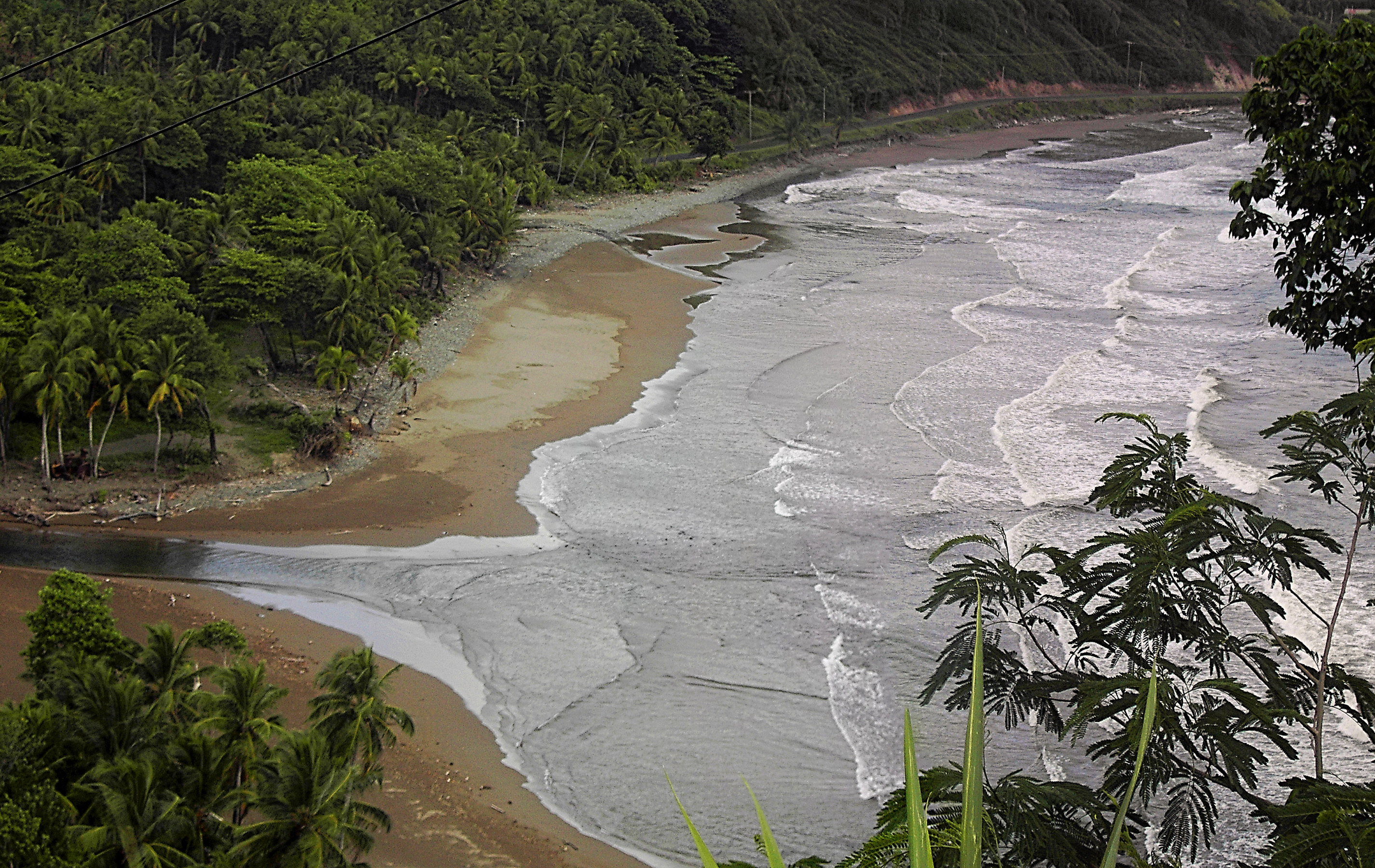
De monding van de Pagua in de Paguabaai aan de oostkust van Dominica.

Hier volgt een lijst van rivieren in Dominica. Dominica is een eilandstaat in de Caraïben en maakt deel uit van de Kleine Antillen.
- Anse Du Mé
- Aouya
- Balthazar
- Barry
- Batali
- Beauplan
- Belfast
- Bell Hall
- Belle Fille
- Bellibu
- Bibiay
- Bioche
- Blenheim
- Boeri
- Boetica
- Bouleau
- Bway
- Canal
- Canari
- Canefield
- Cario
- Castle Bruce
- Check Hall
- Claire
- Clarke's
- Colihaut
- Coulibistrie
- Crayfish
- Demitrie
- Delaford
- Douce
- Dublanc
- Eden
- Espagnole
- Fond Figues
- Geneva
- Gillon
- Good Hope
- Hampstead
- Indian
- Jack
- Lagon
- Lagoon
- Lamoins (Lamothe)
- La Ronde
- Layou
- Loubiere
- Macoucheri
- Mahaut
- Mahaut
- Malabuka
- Mamelabou
- Maréchal
- Massacre
- Matthieu
- Melville Hall
- Mero
- Micham
- North
- Ouayaneri
- Pagua
- Penton
- Perdu Temps
- Picard
- Point Mulâtre
- Quanery
- Rosalie
- Roseau
- Saint Joseph
- Saint Marie
- Saint Sauveur
- Salée (rivier)
- Salisbury
- Sari Sari
- Savane
- Subaya
- Sarisari
- Taberi
- Tarou
- Thibaud
- Torité
- Toucari
- Toulaman
- Trois Pitons
- White (Blanche)
- Woodford Hill